# SVT Nyheter Norrbotten
SVT Nyheter Norrbotten är det regionala nyhetsprogrammet för Norrbottens län i SVT. Programmet startade 1 mars 1973 under namnet Nordnytt, som det hette fram till 12 april 2015. Fram till den 5 mars 2001 omfattade Nordnytts område även Västerbottens län, sen delades programmet och Västerbottensnytt (nu SVT Nyheter Västerbotten) uppstod för att täcka det länet. 
SVT Nyheter Norrbottens huvudredaktion ligger i Luleå och man har också lokalredaktioner i Kiruna och i Arvidsjaur.

## Historik
Provsändningar av Nordnytt gjordes under 1971. Det var då ett gemensamt program för hela Norrland. Snart delades dock programmet upp och Mittnytt startade för södra Norrland. Nordnytt var därefter det regionala nyhetsprogrammet för Norrbottens och Västerbottens län om gjordes gemensamt av SVT Luleå och SVT Umeå.
Den 5 mars 2001 skedde ytterligare en delning när Västerbottensnytt började sändas från SVT Umeå. Nordnytt omfattade därefter enbart Norrbottens län.

## Redaktionschefer
- Christer Holmquist, 1995–2008
- Sandra Warg, 2008[3]-2015
- Anna-Sofia Wirén, 2015[4]–2018[5]
- Lenitha Andersson Junkka, 2018[6]–2020[7]
- Marcus Melinder, 2020[8]–.